# Hematoma

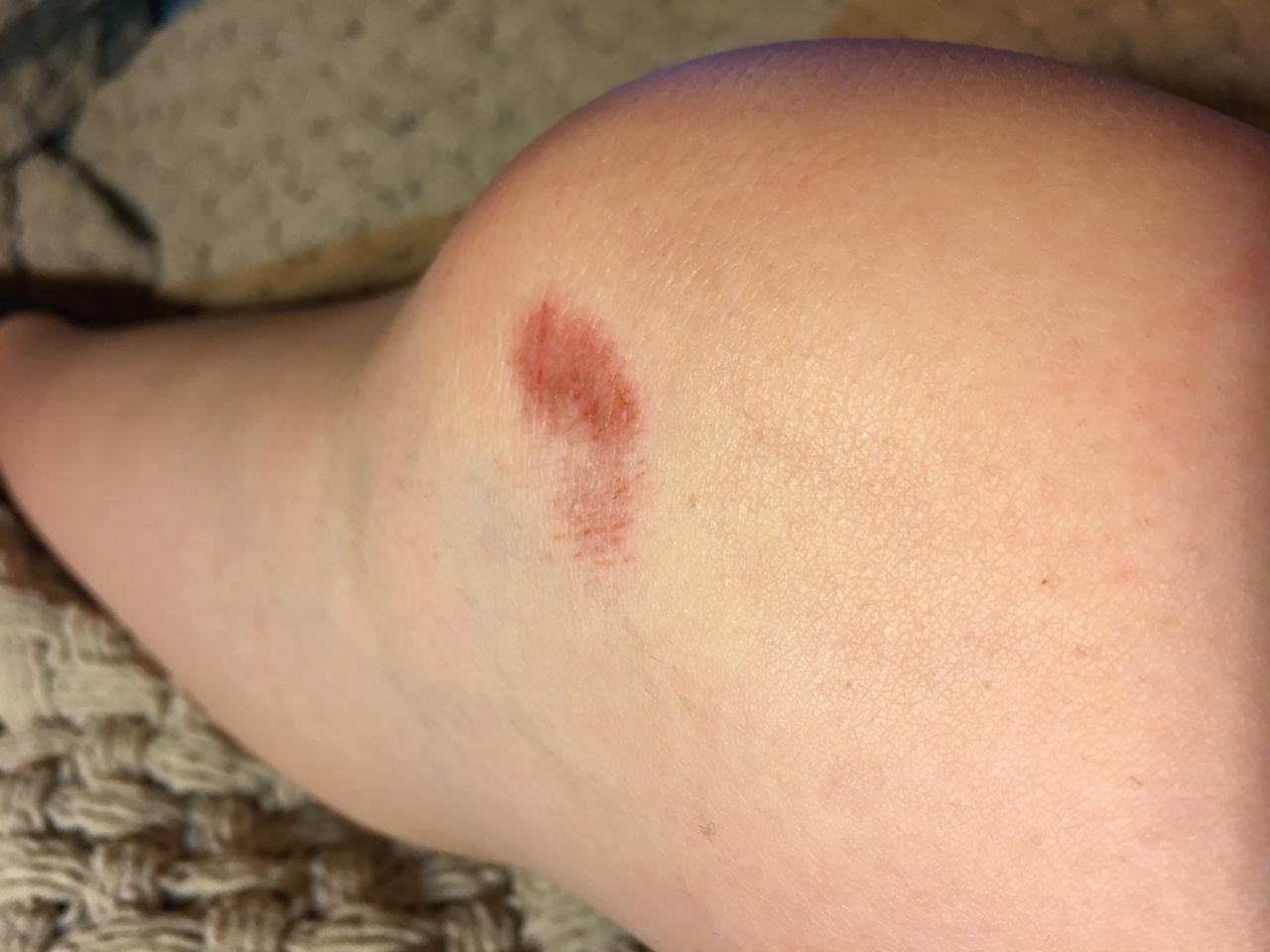
Hematoma en rodilla causado por un golpe.

Un hematoma (del griego haimato-, "sangre" + -ōma, "tumor") es la acumulación de sangre causada por una hemorragia interna (rotura de vasos capilares, sin que la sangre llegue a la superficie corporal) que aparece generalmente como respuesta corporal resultante de un golpe, una contusión o una magulladura.
Los hematomas son equimosis (manchas de la piel), pero también se pueden desarrollar en los órganos internos. Los hematomas pueden migrar gradualmente a medida que las células y los pigmentos fluidos se mueven en el tejido conectivo. Por ejemplo, un hematoma en la base del pulgar se movería lentamente hasta cubrir todo el dedo en una semana.

## Clasificación
Según su localización en el cuerpo humano los hematomas se denominan:
- Cefalohematoma
- Hematoma epidural
- Hematoma pericondrial
- Hematoma subaracnoideo
- Hematoma subdural
- Hematoma renal
- Hematoma subcorionico

Según la estructura afectada y la gravedad del hematoma se denominan:
- Subcutáneo: cuando se localiza debajo de la piel. Es el más leve.
- Intramuscular: dentro de la parte protuberante del músculo subyacente. Puede afectar a órganos internos.
- Perióstico: cuando el golpe ha afectado a algún hueso. Es el hematoma más grave y doloroso.

## Cuadro clínico

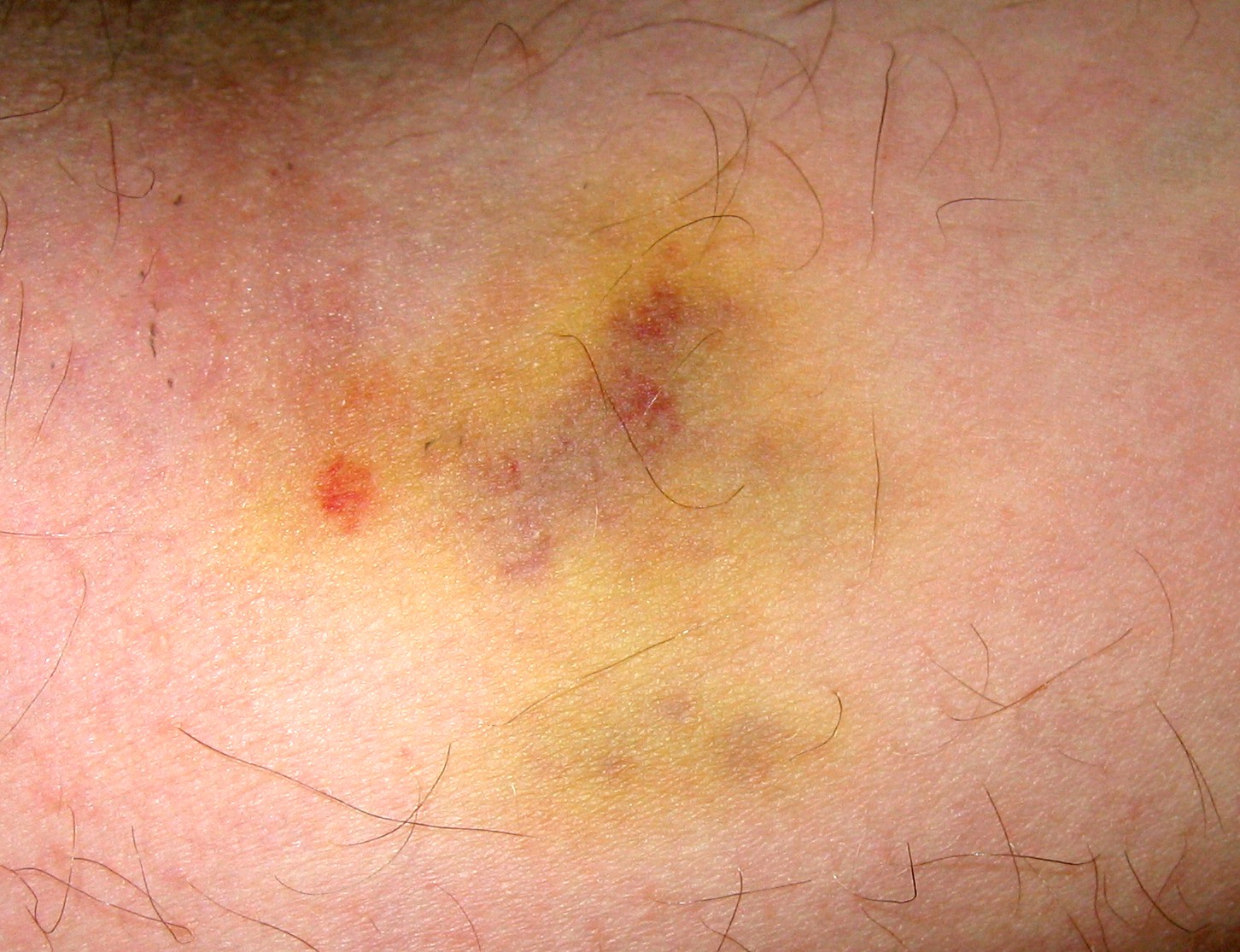
Hematoma en el codo, nueve días después de una extracción de sangre.

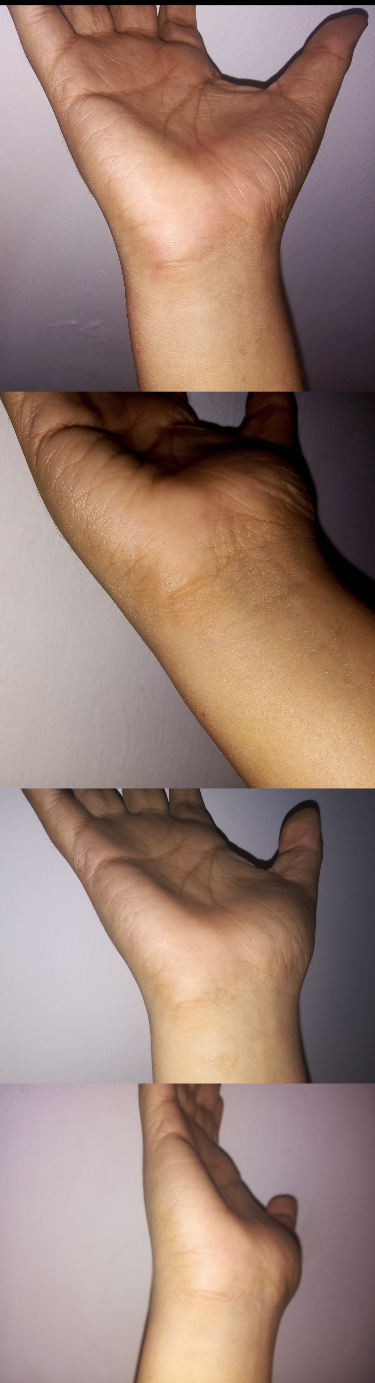
Evolución de un moretón en el antebrazo, despues de un ataque de enojo, mostrando un cambio en coloración en un lapso de cinco días

Según sea la intensidad del golpe causante, hay distintos tipos de hematomas, y se desencadenan de la manera siguiente:
- Dolor: el primer síntoma de un hematoma es sentir dolor en la zona que ha recibido el golpe.
- Inflamación: la zona afectada sufrirá una inflamación que irá bajando de forma natural con el transcurso del tiempo.
- Cambio del color de la piel: la zona afectada irá cambiando de color a medida que va avanzando el tiempo. Empezará de color rosáceo, luego cambiará a un color azuloso, con los días pasará a ser amarillo-verdoso y finalmente a medida que la piel vaya sanando regresará a su color normal.[3]

Ocasionalmente aparecen hematomas cutáneos sin traumatismo previo, sin dolor e incluso sin inflamación de la zona afectada. En este caso también es necesario consultar a su médico de cabecera, que realizará el oportuno estudio clínico y tratamiento. Si el hematoma es resultado de una hemorragia interna, también se debe acudir a su médico.

## Tratamiento
Inicialmente se puede aplicar hielo, envuelto en un paño, sobre el área afectada. Si lo indica el médico se puede aplicar pomada sobre el hematoma y, si hay dolor, se trata con analgésicos.

## Medicina legal

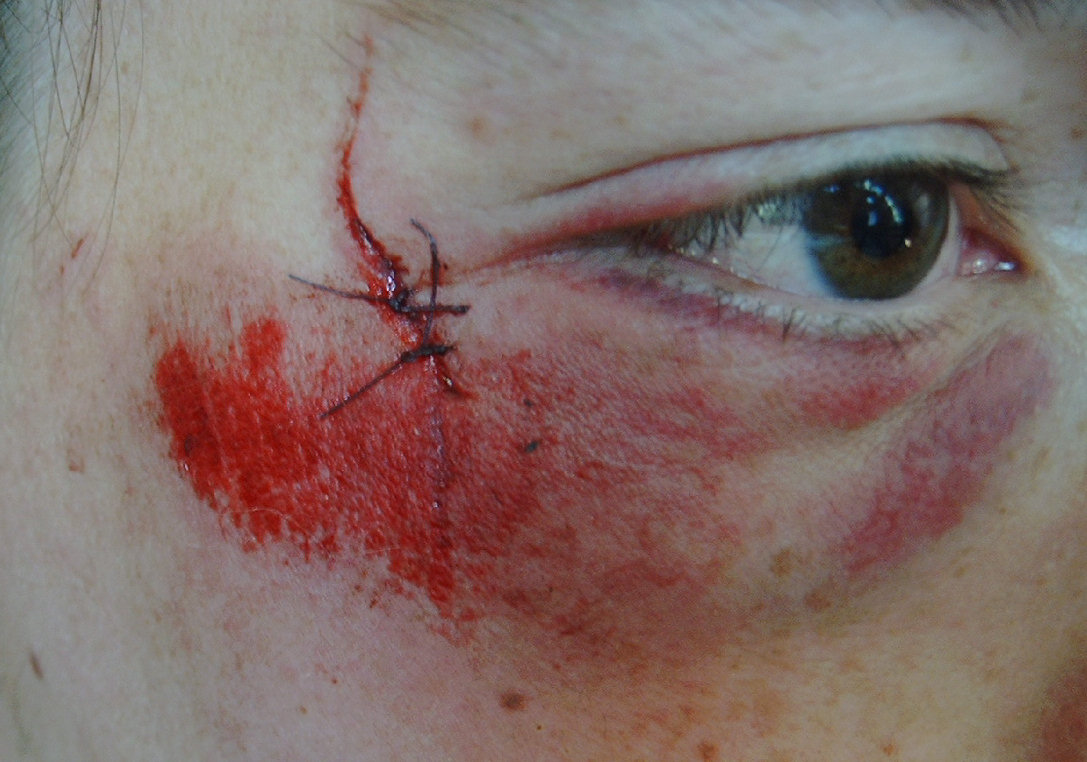
Hematoma en el rostro, producto de un accidente en bicicleta.

La equimosis o hematoma es una señal de posible violencia física sufrida por una persona.

## Sinónimos
| Nombre | Área geográfica                                                                                                  |
| --- | --- |
| brujón | Navarra (España), Jaén (España), Murcia (España)                                                                 |
| cardenal | España (Andalucía, Extremadura, Cataluña y el País Vasco)                                                        |
| cototo (cuando del golpe resultara una protuberancia temporal)                                                                                           | Chile |
| chichón (cuando del golpe resultara una protuberancia temporal, sobre todo en la cabeza) o moretón (hematoma en el cuerpo) (en algunos países, chinchón) | Argentina, Colombia, España, México, Paraguay, Perú, República Dominicana, Uruguay, Venezuela, Chile, Costa Rica |
| chipote (hematoma en la cabeza) | México |
| chichote (hematoma en la cabeza) | Andalucía, Cedillo (España), Nicaragua                                                                           |
| chirnete (hematoma en la cabeza) | Aragón (España)                                                                                                  |
| magulladura | México, Alovera                                                                                                  |
| mallugón | México, Alovera                                                                                                  |
| morado | Cuba, Venezuela, Colombia, Cataluña (España), Murcia (España), Canarias (España)                                 |
| moradura | Comunidad Valenciana (España)                                                                                    |
| moratón | Galicia, Asturias, Cantabria, País Vasco, Navarra, Extremadura y Andalucía (España)                              |
| morete | Costa Rica, El Salvador                                                                                          |
| torpedo | Andalucía occidental                                                                                             |
| moretón | Argentina, Chile, Región Caribe (Colombia), México, Panamá, [Paraguay, Perú, Uruguay, Venezuela, Costa Rica      |
| negral | Cedillo (España), Andalucía, Extremadura (España)                                                                |
| negro | Colombia |